# 諾曼底旗幟和紋章

諾曼底紋章

諾曼底旗幟和紋章是法國北部諾曼底大區的象徵。諾曼底紋章是一紅色盾徽，盾牌上有兩頭獅子。這兩頭獅子的設計和征服者威廉有關。

## 外部連結
- Description of the flag of Normandy （页面存档备份，存于）